# Orelles de burro

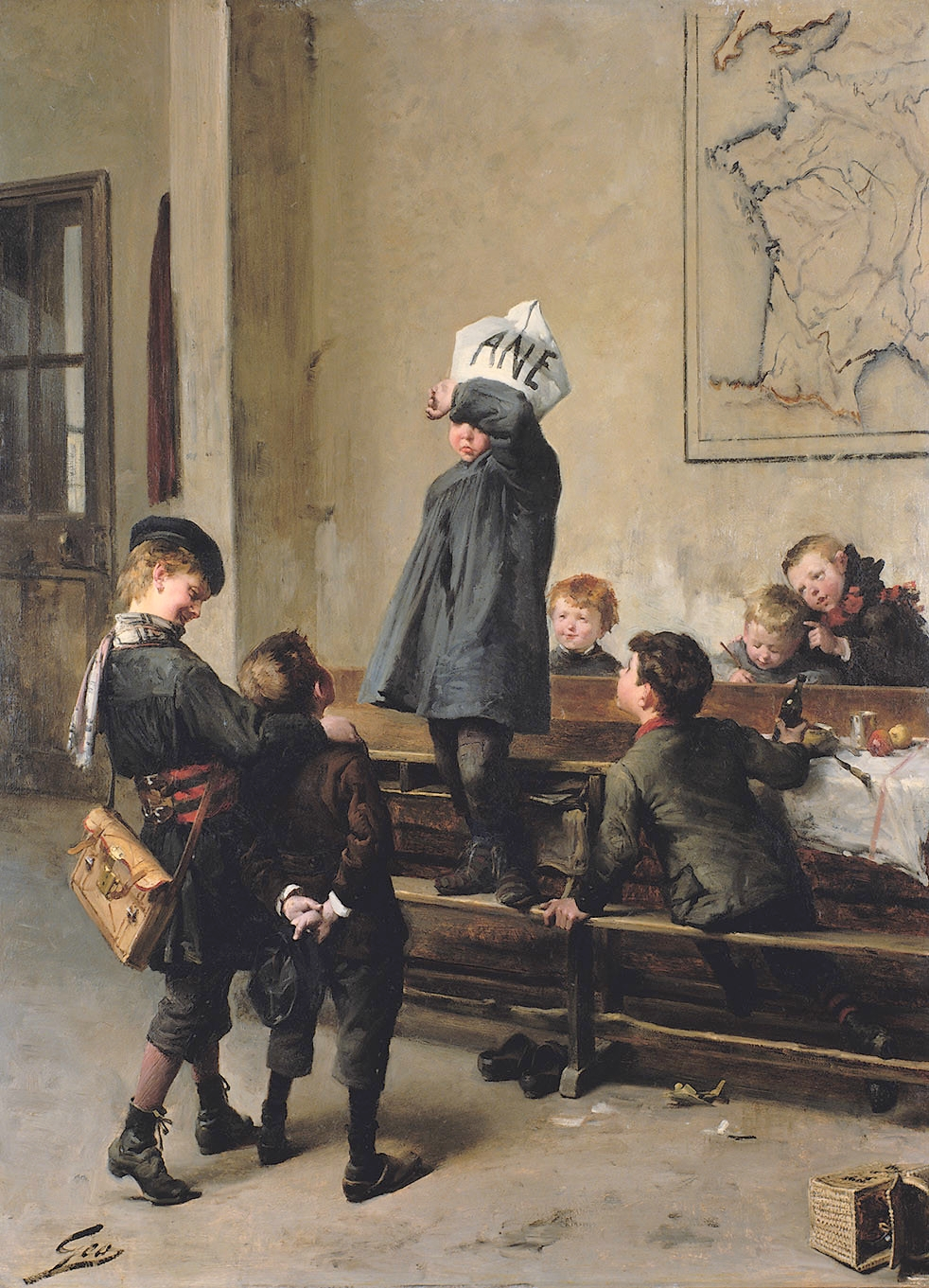
Les orelles d'ase, Jean Geoffroy, 1880

Unes orelles d'ase, orelles de burro o orelles de ruc són una mena de barret, de vegades punxegut, que pot dur un parell d'apèndixs simulant unes orelles que suposadament són les d'un ase. D'ús prohibit a la majoria d'escoles al segle xxi, es va utilitzar des de finals del segle xvii fins a mitjan segle xx, en què el seu ús podia ser imposat com a càstig escolar per part del professorat als alumnes indisciplinats o amb mal rendiment.

## Origen i simbolisme de l'ase

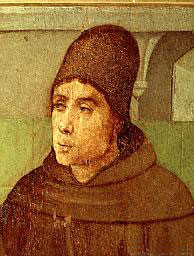
Joan Duns Escot

Si bé la frase llatina «Caius asinus est» ja va ser descoberta en forma de grafit en una paret de Pompeia, no va ser fins a l'edat mitjana que van aparèixer les primeres representacions de les orelles d'ase. El simbolisme de l'ase és ambigu: pot representar el bé, i els seus atributs són llavors la humilitat i la paciència; o també el mal, i són aleshores els adjectius tossut, estúpid i curt els que el caracteritzen. Aquesta dualitat hauria donat lloc a una hipòtesi segons la qual, a l'edat mitjana, les orelles d'ase van ser usades pels estudiants per adquirir la intel·ligència de l'ase, abans de convertir-se en un símbol d'infàmia.
Una altra hipòtesi en data l'aparició al segle xiii a Anglaterra, on es diu que va ser popularitzat pel filòsof Joan Duns Escot, que duia un casquet que creia que facilitava la propagació i l'intercanvi del coneixement. Dos segles més tard, s'anomena dunce els seguidors de Duns Escot, i especialment aquells més pedantment ridículs o bé considerats idiotes o imbècils, i aquest nom seria l'origen del terme anglès dunce cap, que designa el que entre nosaltres s'ha conegut com a orelles d'ase. El terme dunce cap va aparèixer per primera vegada l'any 1840 i és citat per Charles Dickens a la seva novel·la La botiga d'antiguitats.
François Guizot informa, en el seu diccionari de sinònims, que qual algú és ruc és per una disposició innata de la ment, mentre que s'és ignorant per falta d'instrucció. El primer no sap res, perquè és incapaç d'aprendre; el segon, per manca d'estudi.

## Descripció

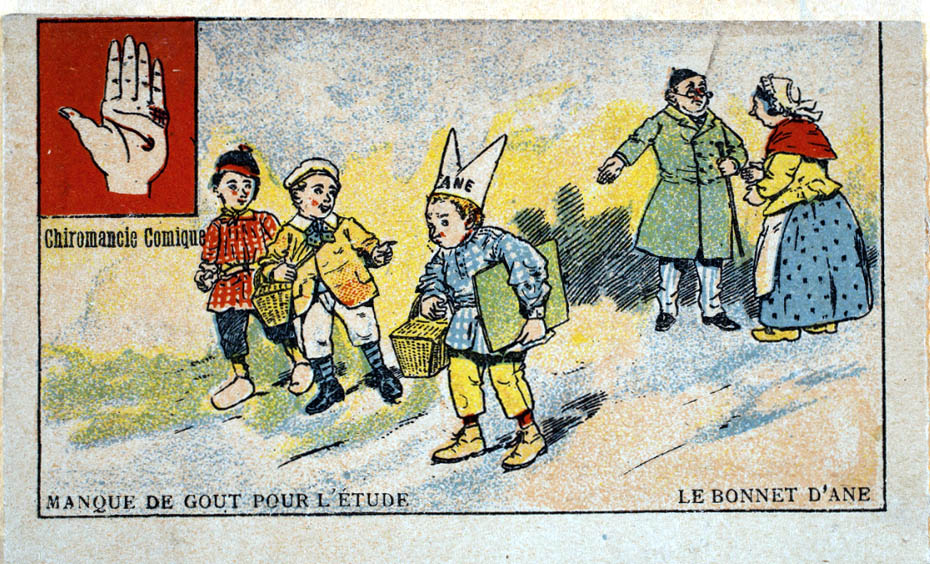
Cromo de la marca de xocolata francesa Maison Grondard. El text diu: «Falta de gust per l'estudi. Unes orelles d'ase».

Fet a mà, sovint pel mestre mateix, amb paper, de vegades amb tela o cuir, es tracta d'una mena de barret punxegut i de forma cònica, és a dir un cucurutxo; al món anglosaxó, de vegades porta la paraula Dunce o només la inicial D i pot anar proveït d'una campana que amplifica el càstig, cosa que obliga qui el porta a romandre immòbil; en cas contrari, sonarà la campana. A l'Europa continental, sol estar adornat amb dues orelles que recorden les d'un ruc. De vegades està dissenyat per caure sobre els ulls i obligar a mirar cap avall.
L'ús d'aquesta gorra s'imposava als mals estudiants, o als indisciplinats, als que obtenen mals resultats, o, a França, als que, malgrat l'obligació d'expressar-se en francès, continuaven parlant en patois. S'adreçava principalment als nois, mentre que a les noies, a qui generalment se'ls recriminava que xerressin massa, se les guarnia amb una llengua de bou vermella feta de cartró, que els penjava de l'esquena El càstig s'acostumava a aplicar dempeus o agenollats sols en un racó de l'aula, en un banc al fons de la classe, o asseguts sobre un ruc de fusta. En cas de faltes greus, de vegades l'infant es veia fins i tot obligat a portar el barret tot el dia, durant l'esbarjo o els àpats, i fins i tot de camí a casa.

## Història

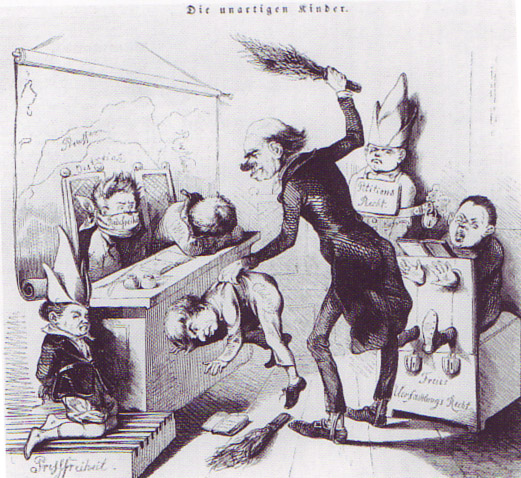
Caricatura alemanya de 1849 que mostra un mestre d'escola sotmet els seus alumnes a diverses formes de càstig.

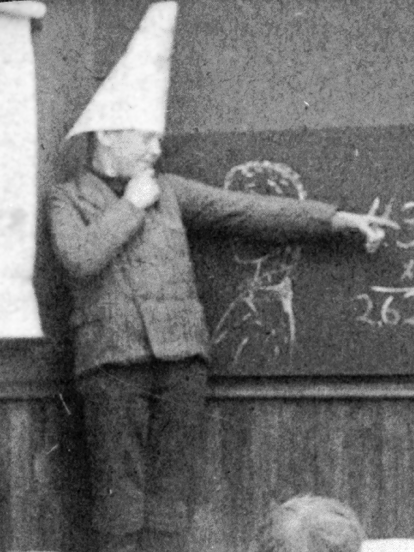
Un estudiant amb un cucurutxo, fotografia de vora el 1906

A França, al segle xvii, Jacques de Batencour va advocar per suavitzar els càstigs corporals i substituir-los per pràctiques menys brutals, com ara posar algú de cara a la paret i fer-li portar orelles d'ase. :
| « | Darrere de la porta o al lloc més infecte de l'escola, on es posarà un petit prestatge amb fenc [...], hi ha d'haver, enganxada a sobre, un cucurutxo de cartró atrotinat amb unes grans orelles d'ase fetes del mateix material, que s'hi adjuntaran i que s'han de posar al cim de tot... | » |
| — Jacques de Batencour, 1694, L'escole paroissiale, ou la manière de bien instruire les enfants dans les petites escoles. | |   |

Com que a França els càstigs corporals queden finalment prohibits per la llei Guizot de 1833, l'objectiu principal del càstig esdevé moral i són substituïts per penyores infamants com les orelles d'ase, que més endavant seran reemplaçades per les males notes. A la dècada de 1880, professors com Marie-Clémence Fouriaux es van oposar fermament al seu ús. L'any 1893, el cucurutxo humiliant ja s'esmentava com si fos una cosa del passat: «Antigament, els mestres d'escola castigaven els alumnes ganduls fent que es posessin unes orelles d'ase al cap, un estri que formava part del mobiliari escolar». Des d'aleshores es considera una pràctica degradant i des dels anys 60 ha anat desapareixent de les escoles per la pressió dels pares indignats, fins al punt que el Ministeri d'Educació francès l'ha prohibida i els càstigs s'han substituït per treballs i exercicis suplementaris.
Tot i que a Suïssa es van prohibir oficialment el 1806, les orelles d'ase encara estaven permeses en algunes escoles a finals del segle xix.
El dunce cap encara estava en ús als Estats Units a finals dels anys cinquanta del segle xx, encara que ja se n'havia assenyalat la ineficàcia el 1927.

## En la ficció

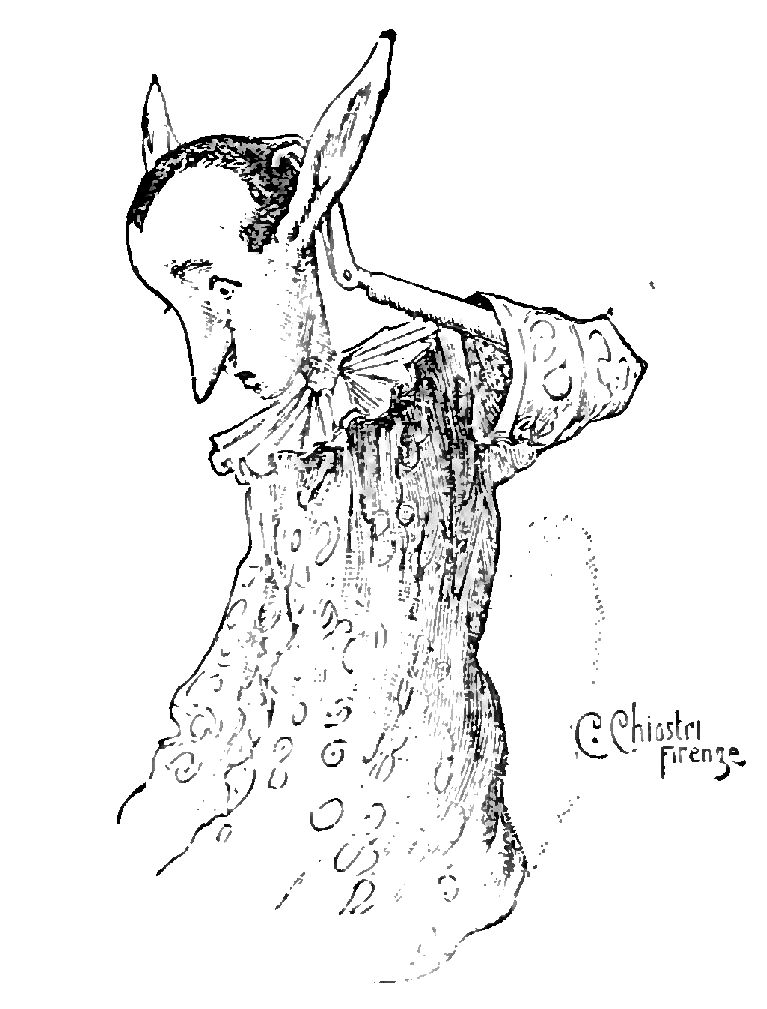
A Pinotxo li creixen orelles de ruc. Dibuix de Carlo Chiostri de Le avventure di Pinocchio de Carlo Collodi.

A Les aventures de Pinotxo, una novel·la publicada l'any 1881 per Carlo Collodi, Pinotxo i els nens dignes de ser castigats amb orelles d'ase veuen com els creixen les orelles fins que s'assemblen a les d'un ruc de debò, que intenten amagar sota una gorra, abans de transformar-se en autèntics ases que després es venen a les mines de sal o als circs. L'escena apareix a la pel·lícula de dibuixos animats Pinotxo de Disney Studios.
A la sèrie de còmics L'Élève Ducobu de Godi i Zidrou, en Ducobu, més aviat curtet, se les inventa totes per poder copiar la seva companya, que és la primera de la classe, i així evitar d'haver de dur orelles d'ase com a càstig cada cop que no sap la lliçó.
El joc GTA Online ha sancionat els tramposos col·locant permanentment unes orelles d'ase al cap del seu avatar,.

## Gestos
Fer orelles de burro és un gest de burla que consisteix a aixecar els dits índex i mig darrere del cap d'una persona per fer veure que és un tros d'ase.

## Galeria

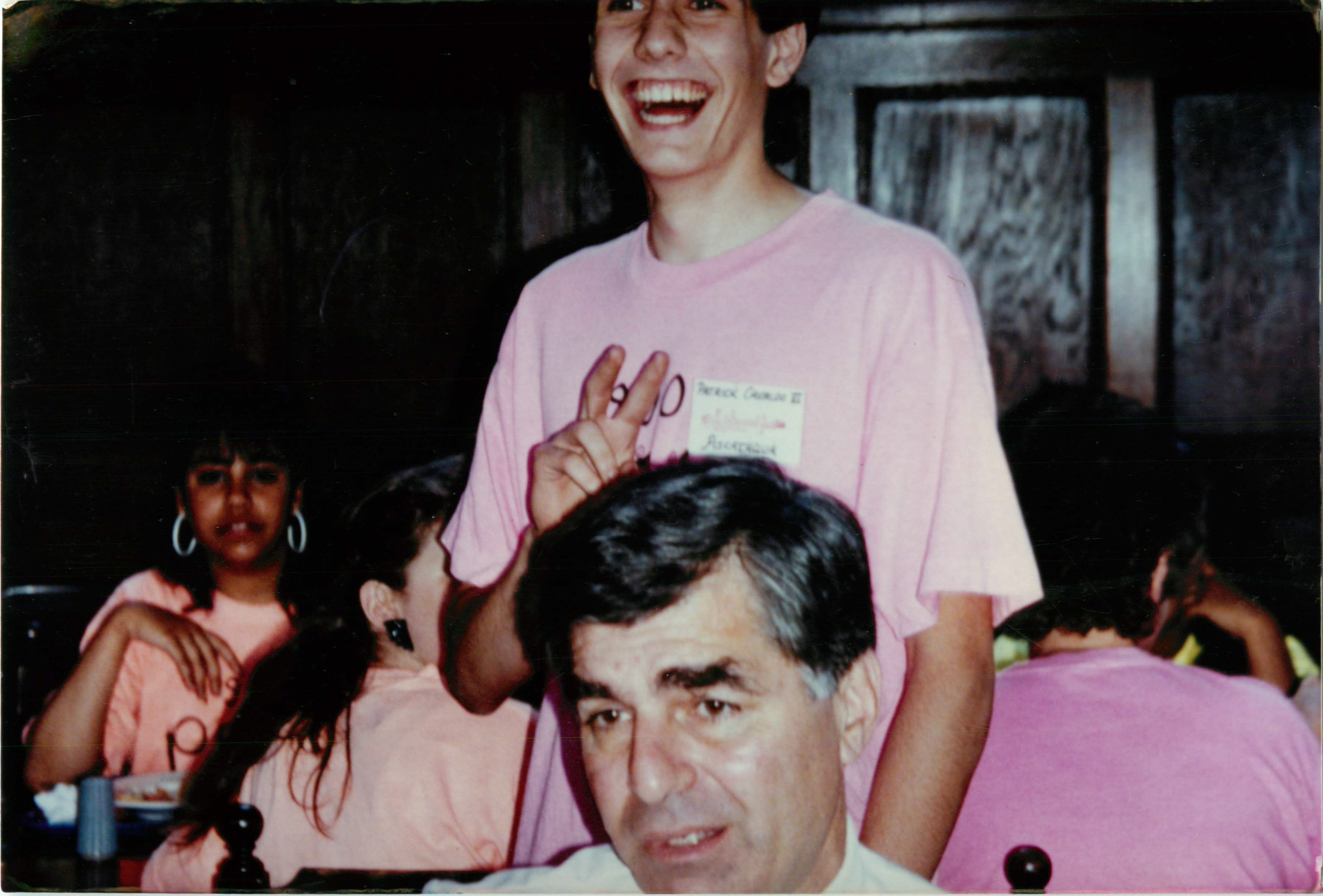
Dos dits aixecats simbolitzant les orelles d'ase
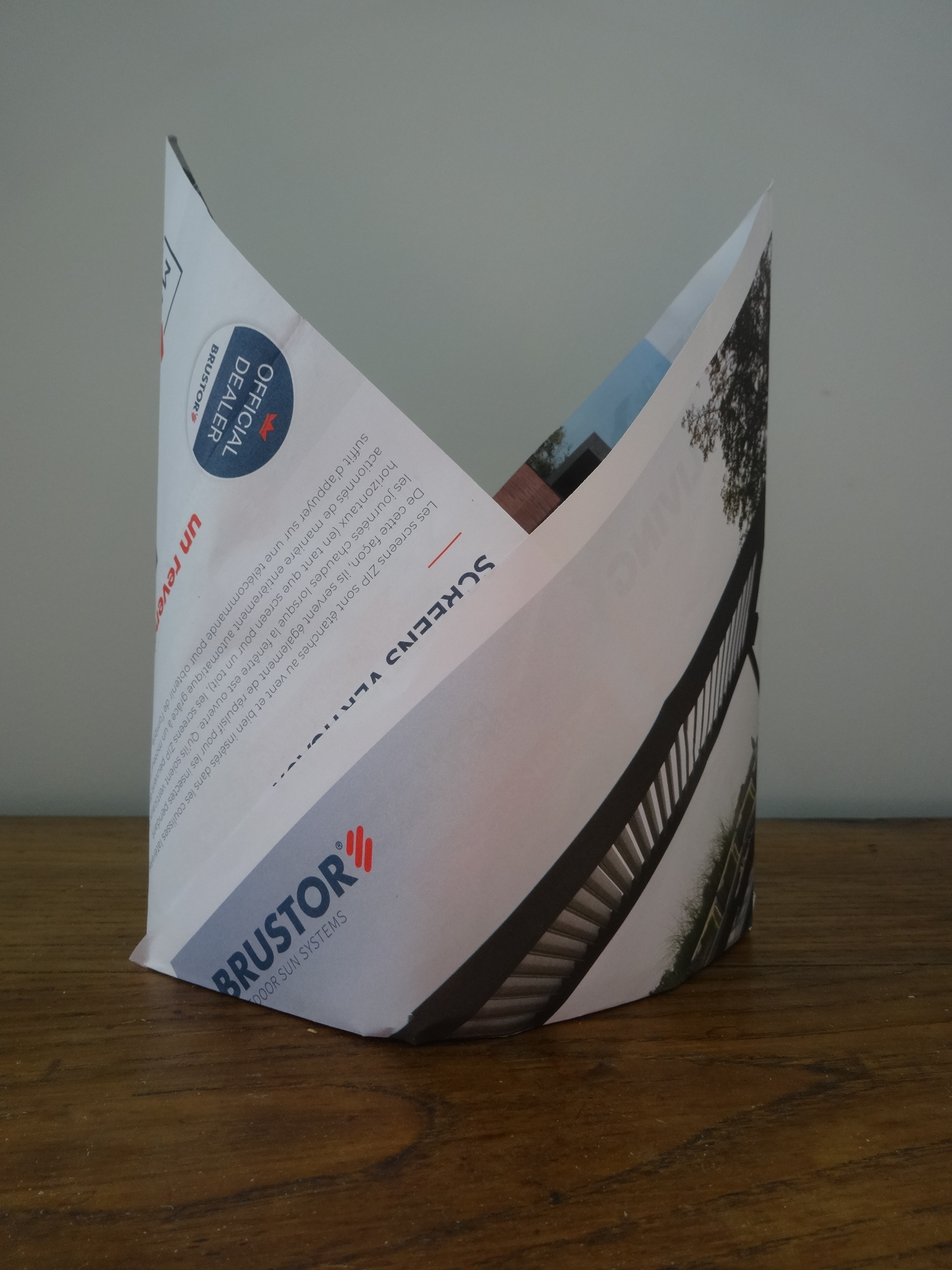
Orelles d'ase fetes de paper